# أخيضر بيلي
أخيضر بيلي (الاسم العلمي:Vireo bellii) (بالإنجليزية: Bell's Vireo)‏ هو نوع من الطيور يتبع جنس الأخيضر من الفصيلة الأخيضرية.